# フラッグス
フラッグス（英：Flags）は、新宿区新宿三丁目に所在する商業ビル。小田急電鉄の子会社である小田急SCディベロップメントが運営する。

## 概要

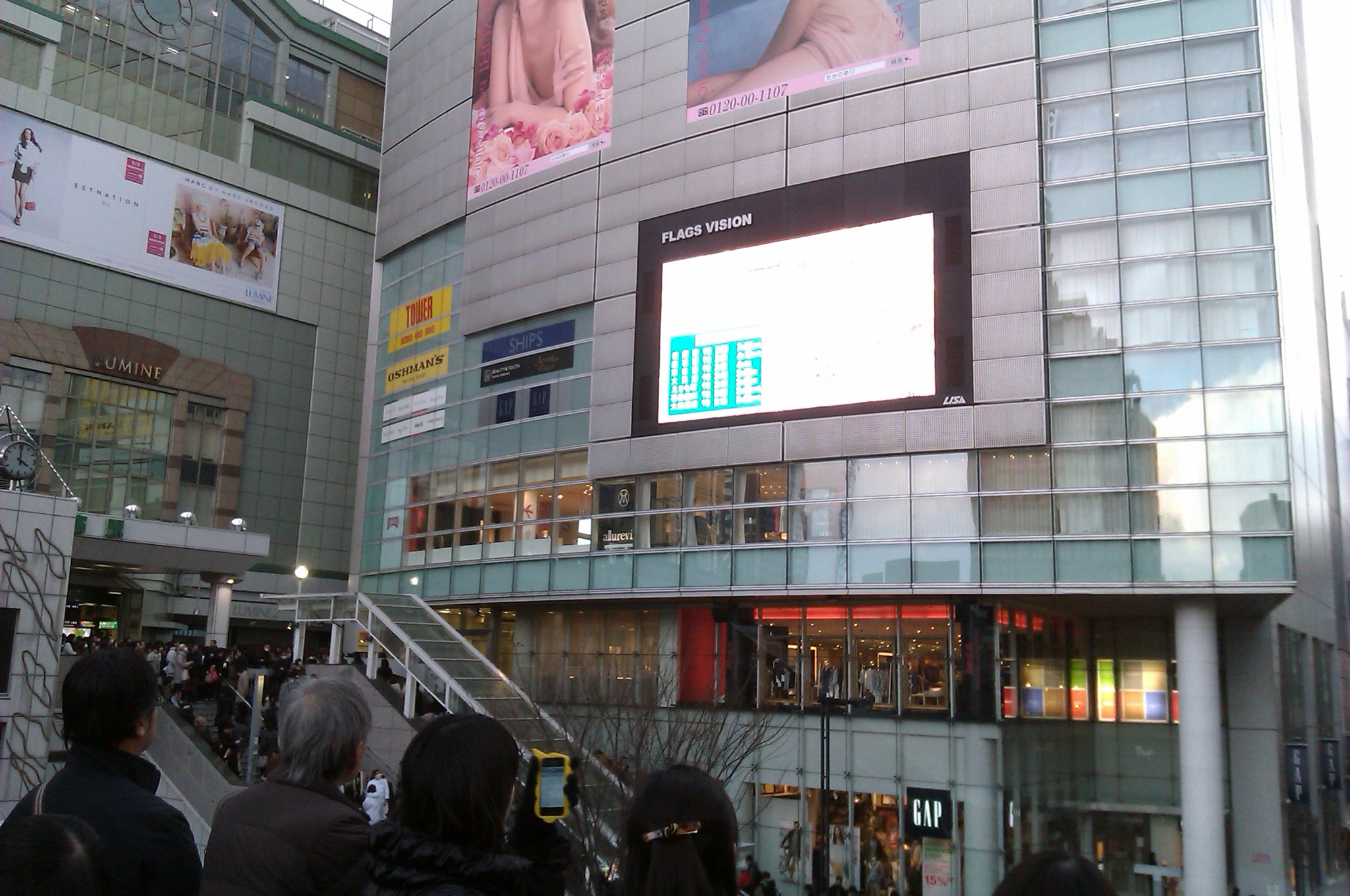
フラッグスビジョン

東口商店街という寂れた町並みだった場所を、小田急建設、武蔵野興業、新宿高野などの出資によって「フラッグス」を設立の上で商業ビルを建設し、新宿駅東南口に開業した。
ビルは地下3階地上10階建てで、2階部分のペデストリアンデッキで駅と直結している。東南口の広場に面した外壁には、大型画面フラッグスビジョンも設置された。
テナントはファッション、音楽などを扱う話題性のある大型専門店6店が出店した。しかし、その後のテナント入れ替わりで、開業当初から入居しているテナントは、ギャップ、アメリカンラグシー（2018年撤退したが、2022年再出店）、オッシュマンズ、タワーレコードのみとなっている。

### 運営
フラッグスは、小田急建設からの出向社員が主体となり運営されていたが、後に小田急電鉄が完全子会社化。2018年4月1日付けで同社に吸収合併された。
2020年4月、小田急グループにおける商業施設の運営・開発事業を一貫して担う会社として、 小田急SCディベロップメントが設立されたことに伴い、フラッグスの運営は小田急電鉄から小田急SCディベロップメントに移管となった。